# 金井章次
金井章次（1886年12月1日—1967年12月3日），日本長野縣人，日本大正、昭和時代前期的医生、官僚。

## 生平
金井章次生于明治19年（1886年）12月1日，畢業於東京帝國大學醫學部。1913年金井进入日本内务省传染病研究所。后他轉入北里研究所（北里柴三郎創立），此後他於1920年到英國留學，大正11年（1922年）在国際聯盟事務局保健部工作。1922年6月，金井取得东京帝国大学医学博士学位。1923年他回到日本，在慶應義塾大學任医学教授。
1924年，經北里柴三郎推荐，他被日本国策公司南满洲铁道株式会社（本部设在大连）任命為地方部卫生课长。此後他推動成立了满铁卫生研究所，並任首任所長。期間，他任大连市议会议员、大连市参事会会员。1928年滿洲青年聯盟成立，他任顾问。昭和5年（1930年），他代理滿洲青年聯盟理事長。
1931年九一八事变爆发后，他任滿青聯理事長並執筆提案「滿蒙自由國建設綱領」，也擔任辽宁省治安维持会最高顾问。满洲国成立后，他歷任奉天省總務廳長、滨江省总务厅长、間島省省長。1937年他任蒙疆联合委员会最高顾问兼代理总务委员长。1939年4月29日，通過金井及军部的压力，德王出任蒙疆联合委员会总务委员长。1939年9月1日蒙疆联合自治政府成立，金井任最高顾问。此後因與德王和日本军部發生矛盾，1941年11月27日金井辞职，由大桥忠一接任最高顾问。
此後金井先返回满洲国新京。太平洋战争爆发，日军占领新加坡后，金井曾到新加坡研究英国的东亚政策。1942年4月，金井回到东京。1943年4月，金井出版《满蒙行政琐谈》一书。日本投降后，金井一度为“公职追放”对象，1947年后解除。东京审判时，金井曾經就蒙疆的鸦片種植问题出庭作证。1948年，金井在日本杂志《文艺春秋》上发表《在沙漠中创建国家之事》一文。1961年3月11日到5月1日，金井在日本的《信浓每日新闻》分40回刊登“至蒙古自治政府成立”的回忆录。
昭和42年（1967年）12月3日金井章次去世，享年81歳。

## 著作
- 満蒙行政瑣談